# Religión en Mongolia
La religión en Mongolia ha sido tradicionalmente dominada por las escuelas del budismo de Mongolia y por el chamanismo de Mongolia, la religión étnica de los mongoles. Históricamente, a través de su imperio mongol, los mongoles fueron expuestos a las influencias del cristianismo (nestorianismo y catolicismo) y el islam, aunque estas religiones nunca llegaron a dominar. Durante el período socialista de la República Popular de Mongolia. (1924-1992) todas las religiones fueron suprimidas, pero con la transición a la república parlamentaria en la década de 1990, ha habido un renacimiento general de las fes.
Según el censo nacional de 2010, el 53% de los mongoles se identifica como budistas, el 38,6% como no religioso, el 3% como musulmanes (predominantemente de etnia kazaja), el 2,9% como seguidores de la tradición chamánica mongol, el 2,2% como cristianos y 0.4% como seguidores de otras religiones. Otras fuentes estiman que una proporción significativamente mayor de la población sigue la religión étnica mongol (18.6%).

## Budismo

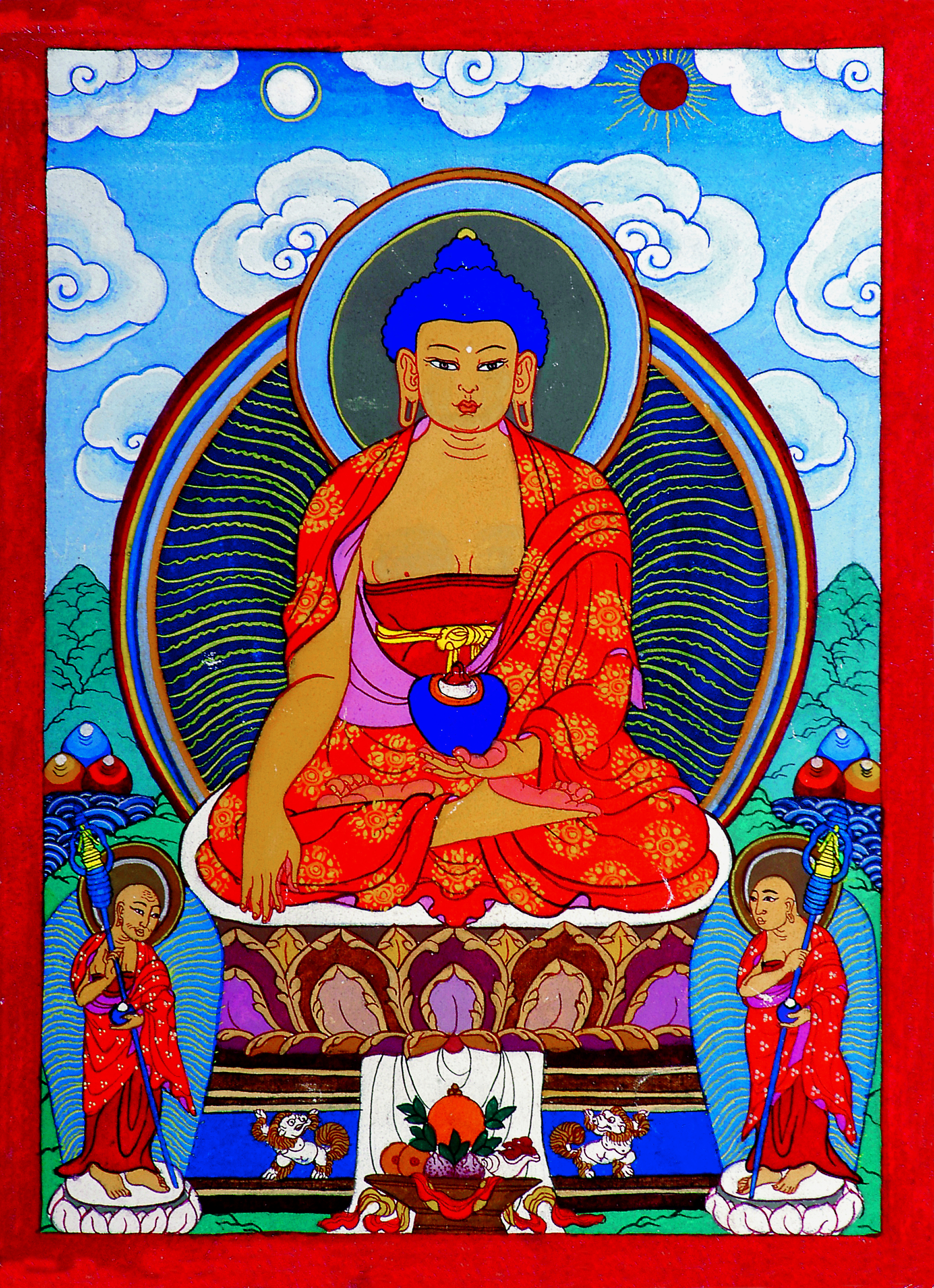
Buddha by Otgonbayar Ershuu

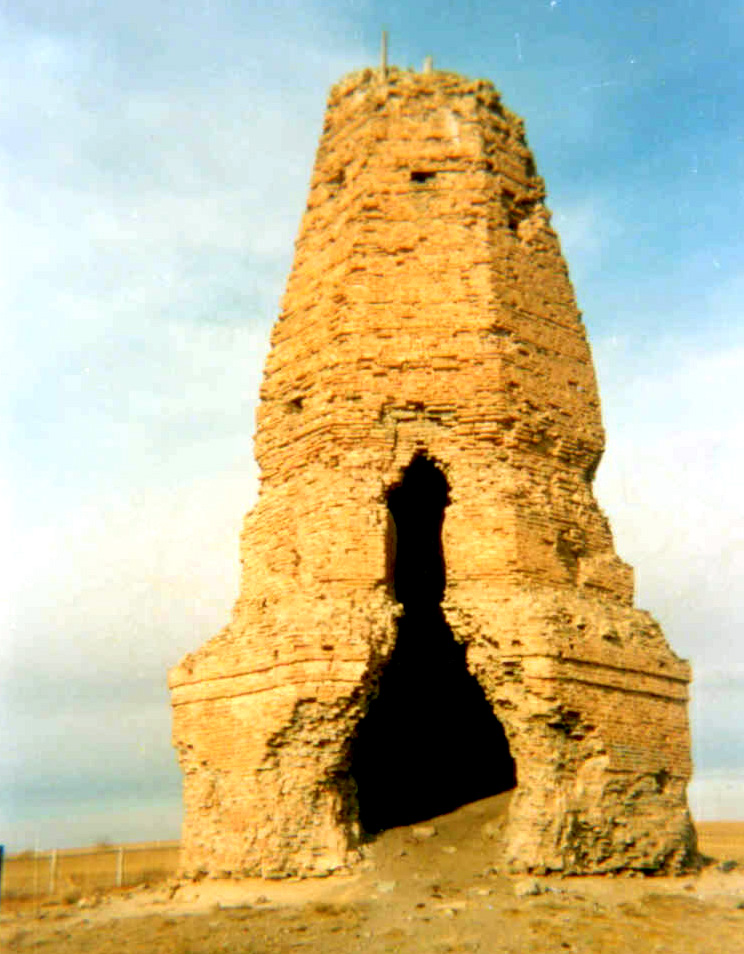
Stupa en la ciudad kitán de Bars-Hot

El budismo en Mongolia deriva gran parte de sus características recientes del budismo tibetano de los linajes Gelug y Kagyu, pero es distinto y presenta sus propias características únicas.
El budismo en Mongolia comenzó con la conversión de los emperadores de la dinastía Yuan (1271-1368) al budismo tibetano. Los mongoles volvieron a las tradiciones chamánicas después del colapso del Imperio mongol, pero el budismo resurgió en los siglos XVI y XVII.
Durante el periodo comunista, especialmente durante el gobierno de Horloogiyn Choybalsan, hubo una fuerte persecución en contra de monjes lamaístas y de otras confesiones "contrarias a la revolución", reduciéndose mucho la población religiosa en el país. El número total de personas muertas durante la represión estalinista se estima de 22 000 a 33 000, que es aproximadamente un 3% a un 5% de la población total; teniendo una población en los años 30 de entre 700 000 y 900 000 personas. Se cerraron al menos 700 monasterios budistas.
El número de budistas va en disminución, de 2005 eran el 60% en 2010 cayo a 53% y luego del periodo 2018-2019 47% de la población, esto se debe a que la mayoría de los mongoles se están haciendo irreligiosos.
La introducción más temprana del budismo en las estepas de Mongolia tuvo lugar durante los períodos de los imperios nómadas. El budismo penetró en Mongolia desde Nepal a través de Asia Central. Muchos términos budistas de origen sánscrito fueron adoptados a través del idioma sogdiano.
Los gobernantes de los imperios nómadas como Xiongnu (209 a. C. - 93 d. C.), Xianbei (93 d. C. - 234 d. C.), Rouran Khaganate (finales del 4 c. d. C. - medio 6 c. d. C.) y los Göktürks (primer molino central. d. C.) recibió misioneros y construyó templos para ellos. El budismo prevaleció entre los aristócratas y fue patrocinado por los monarcas de los Wei del Norte (386 d. C. - 534 d. C.) establecidos por los Xianbei y de la dinastía Liao (907 d. C. - 1125 d. C.) establecidos por el pueblo kitán. La aristocracia de Kitán consideraba al budismo como la cultura de Uyghur Khaganateque dominó las estepas mongoles antes del surgimiento de los gitanos. Los monarcas de los Jin (1115–1234) establecidos por el pueblo Jurchen también consideraron el budismo como parte de su Kitán.
Las más antiguas traducciones mongoles conocidas de la literatura budista fueron traducidas del idioma uyghur y contienen palabras en idioma turco como sümbür tay (Sumeru Mountain), ayaγ-wa (una forma dativa de ayaq, una palabra uyghur que significa honor), quvaray (monje) y muchos nombres propios y títulos como buyuruγ y külüg de origen turco del siglo XII.
Después de la caída del comunismo, ha habido un resurgimiento del budismo en el país, con alrededor de 200 templos en existencia y una sangha monástica de alrededor de 300 a 500 monjes y monjas mongolas. Según Vesna Wallace, profesora de estudios religiosos en la Universidad de California en Santa Bárbara: "Ahora más personas vienen a templos y visitan monasterios. También hay un nuevo interés en la meditación entre el público en general". 
Según el censo nacional de 2010, el 53% de los mongoles se identifican como budistas.

## Judaísmo
Hay unos 100 judíos en Mongolia los cuales son menos del <0.01% de la población, hay dos centros judíos en todo el país y la mayoría son extranjeros.

## Encuestas
A principios del siglo XX, los monasterios budistas tenían un gran poder económico y esencialmente determinaban la vida en la sociedad mongola: más de la mitad de los hombres trabajaban como monjes o laicos en los más de 800 monasterios.  En este momento los primeros misioneros cristianos llegaron al país. Había existido una iglesia nestoriana en la antigua capital de Mongolia, Karakorum, alrededor de 1250, pero esta creencia fue practicada solo por una minoría desaparecida. En 1922, Mongolia fue declarada misión sui iuris por la Iglesia católica.